# 谷ナオミ
谷 ナオミ（たに なおみ、1948年10月20日 - ）は、日本の元女優・映画監督。1960年代中期から1970年代にかけてポルノ女優として活動。また、監督としても1972年に『性の殺し屋』を製作している。芸名は谷崎潤一郎の「谷」と彼の作品『痴人の愛』のヒロイン「ナオミ」との組み合わせとされる。

## 来歴
福岡県福岡市出身。3歳の時に両親が離婚。母は家出し、さらに5歳の時に父にも捨てられ、親戚の家をたらい回しにされた。
18歳で上京し、1967年に関孝二監督のピンク映画『スペシャル』で女優デビューする。間もなくSM映画に出演し、その後日活へ移動して1974年の団鬼六原作『花と蛇』に主演。その後も団鬼六原作のSM映画に数多く出演し、日活ロマンポルノを代表するポルノ女優となった。「初代SMの女王」と称され、団鬼六とはプライベートでも親密な関係にあった。1978年の『薔薇の肉体』での演技に対し、第2回日本アカデミー賞優秀主演女優賞を受賞
1979年に一般男性と結婚して引退。芸能界引退後はSMサークルを主催して自らも調教され、その様子が深夜番組で放送された。引退後熊本で喫茶店経営などの事業を展開。1984年から熊本市内でスナック「大谷」を経営していたが、2013年に店をチーママに譲り引退した。
2011年5月16日（63歳）、港区増上寺で行われた団鬼六の告別式で弔辞を読んだ。
2013年8月30日（65歳）放送のTBS『爆報! THE フライデー』「アノ女優は今…壮絶人生初激白SP!」に出演した。

## 出演

### 映画
- スペシャル（1967、デビュー作）
- 奴隷未亡人（1967）
- 徳川女系図（1968）
- 女浮世風呂（1968）
- しなやかな獣たち（1972）
- 花と蛇（1974）
- 生贄夫人（1974）
- 怪猫トルコ風呂（1975）
- レスビアンの世界 恍惚（1975）
- 残酷・黒薔薇奴隷（1975）
- お柳情炎 縛り肌（1975）
- 残酷・女高生(性)私刑（1975）
- 黒薔薇昇天（1975）
- 新妻地獄（1975）
- 甘い体験 愛人関係（1975）
- 濡れた欲情・ひらけ!チューリップ（1975）
- 残虐女刑史（1976）
- 犯す!（1976）
- 濡れた壷（1976）
- 奴隷妻（1976）
- 残酷縛絵伝奇（1976）
- 花芯の刺青 熟れた壷（1976）
- 夕顔夫人（1976）
- 幼な妻 絶叫!!（1976）
- 悶絶！！どんでん返し（1977）
- （秘）温泉 岩風呂の情事（1977）
- 性と愛のコリーダ（1977）
- 檻の中の妖精（1977）
- 夜這い海女（1977）
- 女囚101 しゃぶる（1977）
- 幻想夫人絵図（1977）
- 谷ナオミ 縛る!（1977）
- 原作・団鬼六「黒い鬼火」より 貴婦人縛り壷（1977）
- 原作・団鬼六 黒薔薇夫人（1978）
- 原作・団鬼六「やくざ天使」より 縄地獄（1978）
- 団鬼六 薔薇の肉体（1978）
- 団鬼六 縄化粧（1978）
- おんなの寝室 好きくらべ（1978）
- 団鬼六 縄と肌（1979）

### テレビドラマ
- プレイガールQ 第49話「ポルノ女優殺人事件」（1975年、12ch / 東映） - 十和田梢